# Giovanni Bacci Miranda
Giovanni Bacci Miranda (1960) è un ex cestista colombiano.

## Carriera
Con la Colombia ha disputato i Campionati mondiali del 1982.